# Địa lý
Địa lí hay Địa lí học (hay còn gọi tắt là địa) (Tiếng Anh: geography, tiếng Hy Lạp: γεωγραφία, đã Latinh hoá: geographia, nghĩa là "mô tả Trái Đất") ngành giáo dục cũ của Việt Nam còn gọi là Địa dư, là một lĩnh vực khoa học nghiên cứu về các vùng đất, địa hình, dân cư và các hiện tượng trên Trái Đất. Dịch sát nghĩa sẽ là "nhằm mô tả hoặc viết về Trái Đất". Người đầu tiên đề cập đến thuật ngữ này là Eratosthenes (276–194 TCN). Bốn lĩnh vực truyền thống nghiên cứu về địa lý là phân tích không gian của tự nhiên và các hiện tượng con người (như các nghiên cứu về phân bố), nghiên cứu khu vực, nghiên cứu về mối quan hệ con người đất, và nghiên cứu về Khoa học Trái Đất. Địa lý hiện đại mang tính liên ngành bao gồm tất cả những hiểu biết trước đây về Trái Đất và tất cả những mối quan hệ phức tạp giữa con con người và tự nhiên - không chỉ đơn thuần là nơi có các đối tượng đó, mà còn về cách chúng thay đổi và đến được như thế nào. Địa lý đã được gọi là "ngành học về thế giới" và "cầu nối giữa con người và khoa học vật lý". Địa lý được chia thành hai nhánh chính: Địa lý nhân văn và địa lý tự nhiên.
Chủ đề này bao gồm:
- Các vị trí trên Trái Đất và trên vũ trụ.
- Các vùng văn minh ví dụ như quốc gia hay thành phố và địa phương.
- Các môn khoa học liên quan đến địa lý (lịch sử, triết học, toán học, tự nhiên học, thiên văn học, địa chất học, xã hội học, dân tộc học, sinh thái học,...)

## Lịch sử
Các bản đồ thế giới cổ nhất từng được biết đến có tuổi vào thời Babylon cổ vào thế kỷ IX TCN. Bản đồ thế giới Babylonia nổi tiếng nhất là Imago Mundi vào 600 TCN. Bản đồ được Eckhard Unger tái lập thể hiện vị trí của Babylon ở Euphrates, bao bọc xung quanh là các vùng đất có hình tròn gồm Assyria, Urartu và một vài thành phố, các thành phố và vùng đất bên ngoài lại được bao bọc bởi một con sông (Oceanus), có 7 hòn đảo xung quanh nó tạo thành một hình sao 7 đỉnh. Các văn bản kèm theo đề cập đến 7 khu vực bên ngoài đại dương bao la. Trong các miêu tả thì có 5 trong số đó vẫn còn tồn tại. Ngược lại với Imago Mundi, một bản đồ thế giới Babylon trước đó có tuổi vào thể kỷ 9 TCNd mô tả Babylon nằm về phía bắc từ trung tâm thế giới, mặc dù nó không xác định rõ ràng cái gì là trung tâm.
Theo cách tiếp cận, địa lý được chia thành hai nhánh chính: địa lý chung và địa lý khu vực. Địa lý nói chung là phân tích và nghiên cứu vật lý và địa lý nhân văn, trong khi các khu vực địa lý là súc tích và giải quyết các hệ thống lãnh thổ cụ thể. Tuy nhiên, sự kết nối giữa hai ngành có truyền thống là một vấn đề của cuộc tranh luận trong địa lý.

### Địa lý khu vực
Địa lý khu vực là nghiên cứu về các khu vực trên thế giới. Chú ý đến đặc điểm độc đáo của một vùng cụ thể như các yếu tố tự nhiên, yếu tố con người, và khu vực bao gồm các kỹ thuật phân định không gian vào khu vực.
Địa lý trong khu vực cũng là một phương pháp nhất định để nghiên cứu địa lý, địa lý so sánh với số lượng hoặc vị trí địa lý quan trọng. Cách tiếp cận này chiếm ưu thế trong nửa sau của thế kỷ XIX và nửa đầu thế kỷ XX, một thời gian khi mô hình địa lý sau đó khu vực là trung tâm trong các ngành khoa học địa lý. Sau đó bị chỉ trích vì tính miêu tả của nó và thiếu cơ sở lý thuyết. Chỉ trích mạnh mẽ trong những năm 1950 và cuộc cách mạng về số lượng. Các nhà chỉ trích chính là G. H. T. Kimble and Fred K. Schaefer.

### Địa lý tự nhiên
Địa lý tự nhiên là một phân ngành của địa lý chủ yếu hoạt động trong lĩnh vực nghiên cứu hệ thống hóa các mô hình và quá trình diễn ra trong thủy quyển, sinh quyển, khí quyển, thổ quyển và thạch quyển. Nó có ý định giúp người ta hiểu sự sắp xếp tự nhiên của Trái Đất, khí hậu và các kiểu mẫu hệ thực vật và động vật của nó. Nhiều lĩnh vực của địa lý tự nhiên sử dụng các kiến thức của địa chất học, cụ thể là trong nghiên cứu về phong hóa và xói mòn. Địa chất học các hành tinh khác trong hệ Mặt Trời, xem bài Đặc trưng địa chất của hệ Mặt Trời.
Địa lý tự nhiên trong vai trò của một ngành khoa học thông thường tương phản và bổ sung cho ngành khoa học chị em của nó là Địa lý nhân văn.
|                         |                             |                      |                             |
| Địa lý sinh vật học     | Khí hậu học & Khí tượng học | Địa lý học duyên hải | Quản lý môi trường          |
|                         |                             |                      |                             |
| Khảo sát xây dựng       | Địa mạo học                 | Băng học             | Thủy văn học & Thủy đạc học |
|                         |                             |                      |                             |
| Sinh thái học cảnh quan | Hải dương học               | Thổ nhưỡng học       | Cổ địa lý học               |
|                         |                             |                      |                             |
| Kỷ Đệ Tứ                |                             |                      |                             |

### Địa lý nhân văn
Địa lý nhân văn là một trong 2 phân ngành của địa lý. Địa lý nhân văn là một nhánh của khoa học xã hội nghiên cứu về thế giới, con người, cộng đồng và văn hóa có sự nhấn mạnh mối liên hệ của không gian và vị trí địa lý. Địa lý nhân văn khác với địa lý tự nhiên chủ yếu tập trung nhiều vào nghiên cứu các hoạt động của con người và dễ tiếp thu các phương pháp nghiên cứu định lượng hơn.
|               |                   |                               |                 |
| Địa văn hóa   | Địa lý phát triển | Địa lý kinh tế                | Địa lý sức khỏe |
|               |                   |                               |                 |
| Địa sử học    | Địa chính trị     | Địa lý dân cư & Nhân khẩu học | Địa lý tôn giáo |
|               |                   |                               |                 |
| Địa lý xã hội | Địa lý vận tải    | Địa lý du lịch                | Địa lý đô thị   |

## Một số nhà địa lý học nổi bật

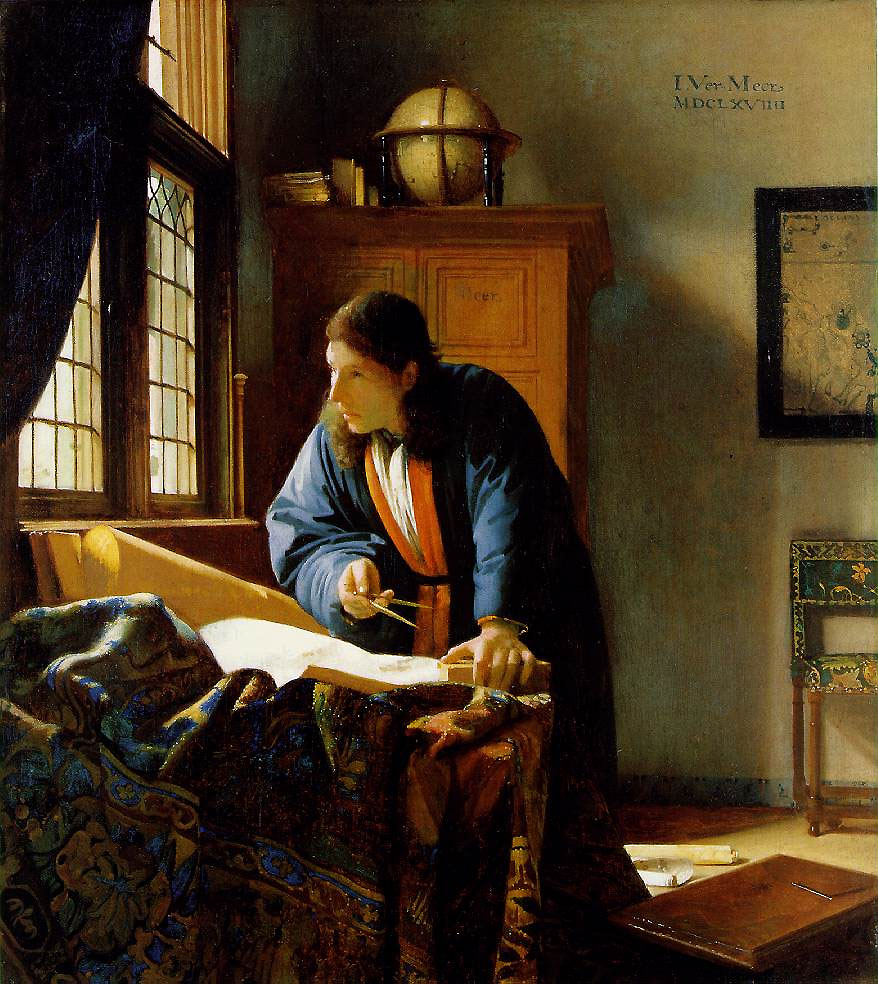
The Geographer của Johannes Vermeer

- Eratosthenes (276TCN - 194TCN) - người tính toán kích thước (chu vi, đường kính xích đạo) gần đúng Trái Đất, đưa ra khái niệm Địa lý (Geographica) và vẽ tấm bản đồ thế giới đầu tiên, được mệnh danh là "Cha đẻ của Địa lý học".
- Ptolemy (khoảng 90–khoảng 168) người hoàn thiện và đề xuất "thuyết Địa tâm" (thuyết cho rằng Trái Đất là trung tâm vũ trụ, Mặt Trời, Mặt Trăng và các thiên thể khác đều chuyển động xung quanh Trái Đất), vẽ những tấm bản đồ thế giới với độ chính xác cao (trong thời điểm bấy giờ), bổ sung thêm nhiều địa danh mới.
- Al-Battani  (tiếng Ả Rập: محمد بن جابر بن سنان البتاني) (khoảng 850-khoảng 929), người tính ra giá trị gần đúng của góc nghiêng của trục tự quay của Trái Đất so với mặt phẳng quỹ đạo.
- Al Idrisi (tiếng Ả Rập: أبو عبد الله محمد الإدريسي; Latinh: Dreses) (1100–1165/66)
- Gerardus Mercator (1512–1594)
- Alexander von Humboldt (1769–1859)
- Carl Ritter (1779–1859)
- Arnold Henry Guyot (1807–1884)
- William Morris Davis (1850–1934)
- Paul Vidal de la Blache (1845–1918)
- Sir Halford John Mackinder (1861–1947)
- Carl O. Sauer (1889–1975)
- Walter Christaller (1893–1969)
- Yi-Fu Tuan (1930-)
- David Harvey (1935-)
- Edward Soja (sinh 1941)
- Michael Frank Goodchild (1944-)
- Doreen Massey (1944-)
- Nigel Thrift (1949-)
- Ellen Churchill Semple (1863–1932)